# Morti nel 1968/Novembre
| Questa pagina contiene informazioni ricavate automaticamente dalle voci biografiche con l'ausilio del template Bio e di un bot. L'aggiornamento è periodico e automatico e ricostruisce completamente la pagina. Se manca una persona in questa lista, sei pregato di non aggiungerla, ma accertati piuttosto che la sua voce biografica contenga il template Bio e che i dati anagrafici siano correttamente compilati. Se il template Bio manca, inseriscilo tu stesso o, in alternativa, metti l'avviso {{tmp\|Bio}} che ne segnala la mancanza. Se i dati riportati sono sbagliati, correggi direttamente la voce biografica; le modifiche saranno visibili in questa lista entro pochi giorni. Per chiarimenti vedi il progetto biografie. La lista contiene solo le 96 persone che sono citate nell'enciclopedia e per le quali è stato implementato correttamente il template Bio. Pagina aggiornata al 3 mar 2024. |

- 1º novembre - Ludowika Jakobsson, pattinatrice artistica su ghiaccio tedesca (n. 1884)
- 1º novembre - Geōrgios Papandreou, politico greco (n. 1888)
- 2 novembre - Henri Glasson, calciatore svizzero
- 2 novembre - Ercole Miani, militare e antifascista italiano (n. 1893)
- 2 novembre - Giorgio Monicelli, traduttore, curatore editoriale e partigiano italiano (n. 1910)
- 2 novembre - Neno Mori, pittore italiano (n. 1899)
- 2 novembre - Giuseppe della Gherardesca, politico italiano (n. 1876)
- 4 novembre - Horace Gould, pilota di Formula 1 britannico (n. 1918)
- 4 novembre - Michel Kikoine, pittore francese (n. 1892)
- 4 novembre - Francesco Varalda, calciatore italiano (n. 1895)
- 5 novembre - Estelle Hemsley, attrice statunitense (n. 1887)
- 5 novembre - Luigi Guglielmo in Baviera, principe tedesco (n. 1884)
- 6 novembre - Charles Butler McVay III, ammiraglio statunitense (n. 1898)
- 6 novembre - Charles Münch, direttore d'orchestra e violinista francese (n. 1891)
- 7 novembre - Aleksandr Osipovič Gel'fond, matematico sovietico (n. 1906)
- 7 novembre - Guido Giacometti, politico italiano (n. 1882)
- 8 novembre - Wendell Corey, attore statunitense (n. 1914)
- 8 novembre - George Dewhurst, sceneggiatore, regista e attore inglese (n. 1889)
- 8 novembre - Chika Kuroda, chimica giapponese (n. 1884)
- 8 novembre - Guido Maria Mazzocco, vescovo cattolico italiano (n. 1883)
- 8 novembre - Eligio Vecchi, calciatore e allenatore di calcio italiano (n. 1910)
- 9 novembre - Mireille Balin, attrice francese (n. 1909)
- 9 novembre - Charles Herlofson, calciatore norvegese (n. 1891)
- 9 novembre - Leo Huberman, insegnante e scrittore statunitense (n. 1903)
- 9 novembre - Jan Johansson, musicista svedese (n. 1931)
- 9 novembre - Gerald Mohr, attore statunitense (n. 1914)
- 9 novembre - Antonio Porchia, scrittore e aforista italiano (n. 1885)
- 10 novembre - Mario Curti, calciatore italiano (n. 1901)
- 10 novembre - Vittorio Fainelli, storico e bibliotecario italiano (n. 1888)
- 10 novembre - Santos Iriarte, calciatore uruguaiano (n. 1902)
- 10 novembre - Adolf Möller, canottiere tedesco (n. 1877)
- 10 novembre - Ferdinand Périer, arcivescovo cattolico belga (n. 1875)
- 10 novembre - Fred Rebell, navigatore lettone (n. 1886)
- 11 novembre - Jeanne Demessieux, organista, pianista e compositrice francese (n. 1921)
- 11 novembre - Fausto Lucarelli, calciatore argentino
- 11 novembre - Alfredo Martinelli, attore italiano (n. 1899)
- 12 novembre - Iginio Sciacchitano, biologo italiano (n. 1897)
- 12 novembre - Karl Zuchardt, scrittore tedesco (n. 1887)
- 13 novembre - Berthold Bartosch, animatore e regista ceco (n. 1893)
- 13 novembre - Cesare Cabras, pittore italiano (n. 1886)
- 13 novembre - Carlo Fregosi, ginnasta italiano (n. 1890)
- 13 novembre - Hermann Hohn, generale tedesco (n. 1897)
- 14 novembre - Samuel J. Briskin, produttore cinematografico russo (n. 1896)
- 14 novembre - Ramón Menéndez Pidal, filologo spagnolo (n. 1869)
- 14 novembre - Carlo Rovida, ciclista su strada italiano (n. 1905)
- 15 novembre - Charles Bacon, ostacolista, velocista e mezzofondista statunitense (n. 1885)
- 15 novembre - Francesco Chieffi, politico italiano (n. 1906)
- 16 novembre - Augustin Bea, cardinale, arcivescovo cattolico e biblista tedesco (n. 1881)
- 16 novembre - Carl Bertilsson, ginnasta svedese (n. 1889)
- 16 novembre - Riccardo Galeazzi Lisi, medico italiano (n. 1891)
- 16 novembre - Vicente Lombardo Toledano, politico messicano (n. 1894)
- 17 novembre - Mervyn Peake, scrittore, pittore e illustratore inglese (n. 1911)
- 18 novembre - Pablo Gúrpide Beope, vescovo cattolico spagnolo (n. 1898)
- 18 novembre - Georgij Glazkov, calciatore e allenatore di calcio sovietico (n. 1911)
- 18 novembre - Lyda Salmonova, attrice ceca (n. 1889)
- 18 novembre - Ernest Thorne, tiratore di fune britannico (n. 1887)
- 18 novembre - Walter Wanger, produttore cinematografico statunitense (n. 1894)
- 19 novembre - Giuseppe Lerni, arbitro di calcio italiano (n. 1898)
- 20 novembre - Kongo Abe, pittore giapponese (n. 1900)
- 20 novembre - Gilda Cian, poetessa e scrittrice italiana (n. 1894)
- 20 novembre - Helen Gardner, attrice e produttrice cinematografica statunitense (n. 1884)
- 20 novembre - Ferruccio Manganelli, pittore italiano (n. 1883)
- 21 novembre - Irene Riboni, traduttrice e critica letteraria italiana (n. 1892)
- 22 novembre - Alfonso Del Drago Biscia Gentili, III principe di Mazzano ed Antuni, principe italiano (n. 1882)
- 23 novembre - Ida Pellegrini,  italiana (n. 1885)
- 23 novembre - William Pleydell-Bouverie, VII conte di Radnor, nobile inglese (n. 1895)
- 23 novembre - Shangguan Yunzhu, attrice cinese (n. 1920)
- 24 novembre - Walter Bigiavi, giurista italiano (n. 1904)
- 24 novembre - István Dobi, politico ungherese (n. 1898)
- 24 novembre - Mario Pancini, ingegnere italiano (n. 1912)
- 24 novembre - Nino Salvaneschi, scrittore, giornalista e poeta italiano (n. 1886)
- 24 novembre - Paolo Straneo, matematico e fisico italiano (n. 1874)
- 24 novembre - Giuseppe Vielmi, calciatore italiano (n. 1883)
- 25 novembre - Maria Immacolata d'Asburgo-Lorena, principessa austriaca (n. 1878)
- 25 novembre - Upton Sinclair, scrittore, saggista e giornalista statunitense (n. 1878)
- 26 novembre - Ercole Durini di Monza, nobile, diplomatico e politico italiano (n. 1876)
- 26 novembre - Natalie Moszkowska, economista e politica polacca (n. 1886)
- 26 novembre - Eugenio Ferdinando Palmieri, giornalista, poeta e drammaturgo italiano (n. 1903)
- 26 novembre - Guglielmo Reggiani, allenatore di calcio e dirigente sportivo italiano (n. 1881)
- 26 novembre - Arnold Zweig, scrittore tedesco orientale (n. 1887)
- 27 novembre - Edward Bruce, X conte di Elgin, ufficiale scozzese (n. 1881)
- 27 novembre - Pier Giacomo Castiglioni, architetto e designer italiano (n. 1913)
- 27 novembre - Karel Hromádka, calciatore cecoslovacco (n. 1903)
- 27 novembre - Gino Roncaglia, musicologo e critico musicale italiano (n. 1883)
- 27 novembre - Hermann von Valta, bobbista tedesco (n. 1900)
- 28 novembre - Shadia Abu Ghazaleh, attivista e politica palestinese (n. 1949)
- 28 novembre - Enid Blyton, scrittrice inglese (n. 1897)
- 28 novembre - Jean Delsarte, matematico francese (n. 1903)
- 28 novembre - Cosmo D'Angeli, pittore e scultore italiano (n. 1889)
- 28 novembre - Carleton Washburne, pedagogista statunitense (n. 1889)
- 29 novembre - Billy Birrell, calciatore e allenatore di calcio britannico (n. 1897)
- 29 novembre - Eldo Di Lazzaro, cantante e compositore italiano (n. 1902)
- 29 novembre - Frank Kane, scrittore e sceneggiatore statunitense (n. 1912)
- 30 novembre - Charles Henry Bartlett, pistard britannico (n. 1885)
- 30 novembre - Fëdor Aleksandrovič Romanov, principe russo (n. 1898)
- 30 novembre - Juan José Tramutola, allenatore di calcio argentino (n. 1902)